# Batalla de Changban
La batalla de Changban (xinès tradicional: 長坂之戰, xinès simplificat: 长坂之战, pinyin: Chángbǎn zhī zhàn) va tenir lloc a Changban (al costat de l'actual ciutat de Jingmen en la Província Hubei), de la Xina l'any 208. Va ser lliurada entre Liu Bei, el qual més tard fundaria l'estat de Shu Han, i Cao Cao, el de facto governant del nord de la Xina durant el preludi dels Tres Regnes.

## Antecedents
El General en Cap He Jin, mig germà de l'Emperadriu He, traçà un pla amb Yuan Shao per executar els eunucs, i quan aquests ho descobriren assassinaren He Jin, però Yuan Shao i el seu germà Yuan Shu ocuparen el Palau de Luoyang i el Palau del Sud, i uns 2.000 eunucs van ser assassinats. Zhang Rang ja havia fugit amb l'emperador Shao i el seu germà Liu Xie, el futur emperador Xian de Han. Mentre eren perseguits pels germans Yuan, Zhang es va suïcidar llançant-se al riu Groc.
El General Dong Zhuo va acompanyar el jove emperador amb seguretat cap a la capital, on va ser nomenat Ministre d'Obres Públiques, prenent el control de Luoyang i obligant a fugir a Yuan Shao. Yuan Shao va liderar una coalició d'antics oficials contra Dong, qui va ordenar cremar Luoyang i que la població i la cort es reassentés a Chang'an. Dong Zhuo més tard enverinà l'emperador Shao i Dong va ser assassinat pel seu fill adoptiu Lü Bu en un complot tramat per Wang Yun. L'emperador Xian va fugir de Chang'an el 195 a les ruïnes de Luoyang i persuadit per Cao Cao, llavors governador de la província de Yan moderna occidental i oriental de Shandong, Henan, de traslladar la capital a Xuchang en el 196.
Yuan Shao va desafiar a Cao Cao pel control sobre l'emperador. El poder de Yuan va ser disminuït considerablement després que Cao el va derrotar en la batalla de Guandu el 200. Després de la mort de Yuan, Cao va matar el fill de Yuan Shao, Yuan Tan (173-205), que havia s'havia enfrontat amb els seus germans per l'herència familiar. Els seus germans Yuan Shang i Yuan Xi van ser morts el 207 per Gongsun Kang (mort el 221), que va enviar els seus caps a Cao Cao.
Després d'unificar el nord de la Xina l'any 207 amb la victòria a la batalla de Guandu, Cao Cao va preparar una campanya al sud de la província de Jing, governada per Liu Biao. Invasions menors dirigides per Xiahou Dun foren rebutjades per Liu Bei, vassall de Liu Biao i les forces estaven estacionats a Xinye, a la frontera nord de la província de Jing. Després d'això, Cao Cao va liderar personalment als seus exèrcits al sud per atacar la província de Jing el setè mes del calendari lunar de 208.

## Batalla
La cavalleria de Cao Cao va atrapar Liu Bei en Changban, on van lluitar durant dies i finalment Liu Bei va haver de fugir al galop cap al sud per salvar la vida, amb Zhang Fei, Zhao Yun i Zhuge Liang, deixant família i el poble enrere. Cao Cao va capturar tot el seu exèrcit i el seu equipatge, i les dues filles de Liu Bei també van ser capturades per Cao Chun en la batalla.
Zhang Fei va comandar 20 genets com rereguarda, va aguantar al riu i va destruir els ponts i va reptar als homes de Cao Cao, que no s'hi van acostar, guanyant temps per Liu Bei. Cao Cao va ordenar als seus homes construir ponts de pontons i llançar un assalt, l'arribada de Guan Yu i les seves forces va impedir Cao Cao d'aconseguir plenament victòria. Enmig del caos, Zhao Yun va desaparèixer cap al nord, cosa que va provocar la sospita que ell s'havia rendit a Cao Cao però va tornar amb Liu Shan, el petit fill de Liu Bei i juntament amb la Dama Gan, guanyant-se l'ascens a General de l'estendard (牙 門 將軍).
Tornant a l'est de Changban, Liu Bei i les restes de la seva comitiva havien creuat el riu Han a l'est, on Liu Qi, el fill gran de Liu Biao, encara mantenia el control de la comandància de Jiangxia. Es van trobar amb la flota de Guan Yu i més de 10.000 homes dirigits per Liu Qi a Hanjin (漢 津). Junts, van navegar pel riu fins a Xiakou. Cao Cao no va perseguir-los perquè el seu objectiu principal era la base a Jiangling, i es va dirigir al sud per assegurar-la.

## Conseqüències
La batalla dels Penya-segats Rojos i la captura de la província de Jing per Liu Bei va confirmar la separació del sud de la Xina del cor del nord, la vall del riu Groc. El 208, la Xina va restar dividida en tres esferes d'influència, amb Cao Cao dominant el nord, Sun Quan dominava el sud, i Liu Bei que dominava l'oest. Cao Cao va morir el març del 220 i al desembre el seu fill Cao Pi feu abdicar a l'emperador Xian a favor seu i va estar conegut pòstumament com l'Emperador Wen de Wei. Això va posar fi a la dinastia Han, i va iniciar una època de conflicte entre els tres estats: Wei, Wu, i Shu, i l'inici del període conegut com els Tres Regnes, unes hostilitats que van durar segles.